# Johan Casper von Böhnen
Johan Casper von Böhnen, född 2 april 1722 i Svanshals församling, Östergötlands län, död 15 augusti 1793 i Vadstena församling, Östergötlands län, var en svensk ämbetsman.

## Biografi
Johan Casper von Böhnen föddes 1722 på Kyleberg i Svanshals församling. Han var son till majoren Svante Casper von Böhnen och Hedvig Margareta von Seidlitz. von Böhnen tog i tjänst 1736 och blev 1742 hovjunkare. Han blev 1743 auskultant i Göta hovrätt, 1755 vice häradshövding och 1761 kammarherre. von Böhnen blev 9 maj 1768 lagman i Västernorrlands lagsaga med avsked 19 februari 1777. Han avled 1793 i Vadstena.

### Familj
von Böhnen gifte sig i mars 1773 med Gertrud Elisabet Fock (1728–1813), dotter till generalmajoren Reinhold Otto Fock och Judita Brun.